# Heesfelder Hammer
Heesfelder Hammer ist ein Ortsteil und ein ehemaliges Hammerwerk in Halver im Märkischen Kreis im Regierungsbezirk Arnsberg in Nordrhein-Westfalen (Deutschland). 

## Lage und Beschreibung
Heesfelder Hammer liegt auf 285 Meter über Normalnull am Zusammenfluss von der Bräumke und der Hälver im nordöstlichen  Halver an der Landesstraße L868. Nachbarorte sind Steinbach, In der Hälver, Bruch, Mittelcarthausen, Carthausen und Lömmelscheid, sowie Heesfeld und die Heesfelder Mühle, die über eine Zufahrt von dem Ort aus erreichbar sind. Südlich erhebt sich die 350 Meter über Normalnull hohe Susannenhöhe. 

## Wirtschaft und Infrastruktur
In Heesfelder Hammer befindet sich ein Sägewerk und eine Fahrschule.

## Geschichte
Der Heesfelder Hammer wurde erstmals 1733 urkundlich erwähnt und entstand vermutlich vor 1696 als ein Abspliss von Heesfeld.
Der Ort lag an der Trasse der Hälvertalbahn.